# Дагиров, Шамсутдин Шарабутдинович
Шамсутдин Шарабутдинович Дагиров (11 марта 1958, Халимбекаул, СССР) — Помощник Министра МЧС России, Председатель Центрального совета ветеранов МЧС России. Начальник Академии государственной противопожарной службы МЧС России (2014—2018), генерал-полковник внутренней службы (2012).

## Биография[2]
Родился в селе Халимбекаул Буйнакского района Дагестанской АССР в семье фронтовика Шарабутдина Дагировича — активного участника Великой Отечественной войны, кавалера орденов Красной Звезды, Отечественной войны II степени и других боевых наград. Кумык по национальности.
В 1977 г. после окончания средней школы поступил в Орджоникидзевское высшее общевойсковое командное дважды Краснознаменное училище имени Маршала Советского Союза А. И. Еременко. Специальность по образованию «командно-тактическая мотострелковых войск».
После окончания училища в 1981 году был направлен в распоряжение командующего войсками Приволжского военного округа.
1981—1984 гг. — командир учебного взвода боевых машин пехоты 118-го учебного мотострелкового полка 43-й учебной мотострелковой дивизии ПриВО.
1984—1985 гг. — командир учебной роты боевых машин пехоты 118-го учебного мотострелкового полка 43-й учебной мотострелковой дивизии ПриВО.
1985 г. — командир мотострелковой роты там же.
1985—1987 гг. — заместитель командира мотострелкового батальона 191-го мотострелкового отдельного полка 40-й общевойсковой армии ТуркВО (ДРА).
1987—1989 гг. начальник штаба — заместитель командира мотострелкового батальона 261-го танкового полка 37-й гвардейской танковой дивизии 7-й танковой армии БВО.
1989—1991 гг. — командир мотострелкового батальона 38-го гвардейского танкового полка 37-й гвардейской танковой дивизии 7-й танковой армии БВО.
В 1994 году окончил Военную академию бронетанковых войск имени Маршала Советского Союза Р. Я. Малиновского. Специальность по образованию «командно–штабная оперативно–тактическая танковых войск».
1994 г. — в распоряжении Министерства Российской Федерации по делам гражданской обороны, чрезвычайным ситуациям и ликвидации последствий стихийных бедствий.
1994—1995 гг. — старший офицер отдела координации деятельности оперативного управления Департамента управления МЧС России.
1995—1996 гг. — старший офицер отдела координации деятельности и взаимодействия Департамента управления МЧС России. Выполнял служебные обязанности в составе территориального управления МЧС России в Чеченской Республике и Республике Северная Осетия — Алания.
1996—1998 гг. — начальник организационно-планового отдела Департамента материально-технического обеспечения и вооружения МЧС России.
1998—2001 гг. — заместитель начальника Департамента войск гражданской обороны и спасательных формирований МЧС России.
2000 г. — выполнял служебно-боевые задачи в составе Территориального управления МЧС России в Чеченской Республике
2001—2003 гг. — заместитель начальника Департамента материально-технического обеспечения и вооружения МЧС России.
2001-2002 гг. — выполнял специальное задание Правительства Российской Федерации на территории Исламского Государства Афганистан.
2003—2007 гг. — первый заместитель начальника Северо-Западного регионального центра по делам гражданской обороны, чрезвычайным ситуациям и ликвидации последствий стихийных бедствий МЧС России.
2007—2014 гг. — начальник Северо-Западного регионального центра по делам гражданской обороны, чрезвычайным ситуациям и ликвидации последствий стихийных бедствий МЧС России. Назначен Указом Президента Российской Федерации от 18 июня 2007 года № 775.
2014— 2018 —  начальник Академии государственной противопожарной службы МЧС России. Назначен Указом Президента Российской Федерации № 221 от 10.4.2014.
Указом Президента Российской Федерации от 06.04.2018 № 143 освобождён от занимаемой должности в связи с достижением предельного возраста пребывания на службе.
С 2019 по наст. время — председатель Центрального совета ветеранов МЧС России. Почётный доктор Академии государственной противопожарной службы МЧС России.

### Участие в гуманитарных и спасательных операциях
2007 г. — лично руководил операциями по спасению и ликвидации последствий разрушения жилого дома в г. Выборге Ленинградской области.
2008 г. — руководил оперативным штабом по поиску и спасению детей в лесах Республики Коми.
2007 и 2009 гг. — руководил работой оперативного штаба Северо-Западного регионального центра МЧС России в составе объединённого штаба силовых структур по обеспечению безопасности в период проведения встречи Глав государств «Группы восьми», «Экономического форума» в Санкт-Петербурге, а также ликвидации последствий террористического акта при взрыве поезда «Невский экспресс».
2010 г. — непосредственно руководил оперативным штабом ликвидации последствий чрезвычайной ситуации, связанной с аварийной посадкой самолёта Ту-154 в Республике Коми.
2011 г. — непосредственно руководил оперативным штабом ликвидации последствий чрезвычайной ситуации при крушении самолёта Ту-134 в Республике Карелия.
2011 г. — ликвидация лесного пожара в «Междуреченском лесничестве» Удорского района Республики Коми.
2011 г. — ликвидация ЧС, связанной с пожаром на атомной подводной лодке «Екатеринбург» в г. Североморск Мурманской области.
2012 г. —  ликвидация ЧС, связанной с долгосрочным нарушением теплоснабжения в населённом пункте Алакуртти Мурманской области.
2012 г. — ликвидация ЧС в связи с прорывом нефтепровода ООО «Балтнефтепровод» с утечкой нефтепродуктов в речку Пжевжа Ленинградской области.
2012 г. — ликвидация последствий подтопления в Беломорском районе Республике Карелия, в результате комплекса неблагоприятных погодных явлений (повлекшее размыв железнодорожного полотна и нарушения в работе Маткожненской ГЭС). Неоднократно участвовал и лично руководил ликвидацией чрезвычайных ситуаций в периоды весенних паводков и лесопожарные периоды на территории Северо-Западного федерального округа.

## Воинские и специальные звания
Указом Президента Российской Федерации от 11.6.2008 № 947 присвоено воинское звание генерал-лейтенант.
Указом Президента Российской Федерации от 14.6.2012 № 839 присвоено специальное звание генерал-полковник внутренней службы.

## Личная жизнь
Женат, отец двух сыновей.

## Награды
- орден Красной Звезды (Указ Президиума Верховного Совета СССР от 21.3.1986)
- орден Красного Знамени (Указ Президиума Верховного Совета СССР от 17.3.1987)
- орден «За военные заслуги» (Указ Президента Российской Федерации от 17.6.2000)
- Орден Дружбы (Указ Президента Российской Федерации от 20.09.2006)
- медаль «70 лет Вооружённых Сил СССР» (Указ Президиума Верховного Совета СССР от 28.1.1988)
- медаль «В память 850-летия Москвы» (Указ Президента Российской Федерации от 26.2.1997)
- медаль «В память 300-летия Санкт-Петербурга» (Указ Президента Российской Федерации от 19.2.2003)
- Почётная грамота Президента Российской Федерации (Указ Президента Российской Федерации от 3.5.2012)
- ведомственные знаки отличия.
- именное огнестрельное оружие — 9-мм пистолет ПМ
- именное холодное оружие — кортик
- кандидат юридических наук
- специальное звание генерал-полковник внутренней службы
- воинское звание генерал-лейтенант